# SpVgg Söllingen
Die SpVgg Söllingen ist ein deutscher Sportverein mit Sitz in Söllingen, einem Ortsteil der baden-württembergischen Gemeinde Pfinztal im Landkreis Karlsruhe. Die Fußball-Mannschaft spielte in der Saison 1946/47 in der zu dieser Zeit zweitklassigen Landesliga Nordbaden.

## Geschichte

### Gründung bis Nachkriegszeit
Am 13. Oktober 1906 wurde der Fußballklub FRANKONIA Söllingen gegründet. Ein weiteres Jahr später folgte dann die Gründung des Sportclub Söllingen. Bedingt durch die gesunkene Spielerzahl als Folge des Ersten Weltkriegs schlossen sich die Vereine dann im Jahr 1920 zur Sportvereinigung zusammen. Nach der Saison 1926/27 wurde die Fußball-Mannschaft dann Meister und stieg in die Kreisliga auf. Im Jahr 1929 stieg die Mannschaft dann allerdings wegen einem Punkt Differenz wieder ab. Zur Spielzeit 1935/36 gelang der Aufstieg in die zweiklassige Fußball-Bezirksklasse Mittelbaden. 1942/43 bildete der Verein mit Viktoria Berghausen eine Kriegsspielgemeinschaft, nach 1943 zogen sich beide Vereine jedoch kriegsbedingt komplett vom Spielbetrieb zurück.
Nach dem Ende des Krieges schaffte die Mannschaft nach der Verstärkung durch einige ältere ehemalige Spieler zur Saison 1946/47 dann jedoch sogar den Aufstieg in die damals zweitklassige Landesliga Nordbaden. Jedoch fehlte dann die weitere spielerische Stärke um in der Liga mitzuhalten und die Mannschaft stieg am Ende der Saison mit 11:49 Punkten über den 16. Platz der Gruppe Süd wieder ab. Nach dem Abstieg in die Bezirksliga gelang dann durch eine vordere Position nach der Saison 1947/48 die Teilnahme an der neu eingeführten 2. Amateurliga. Ende der 1940er und Anfang der 1950er gelang dann auch stets eine vordere Position innerhalb der Liga, jedoch nahm die Konkurrenzfähigkeit aufgrund fehlenden Nachwuchses mit den Jahren zu. Dadurch bedingt stieg die Mannschaft dann nach der Saison 1954/55 in die A-Klasse ab. Nach der Saison 1958/59 konnte dann der Wiederaufstieg eingefahren werden. Danach gehörte die Mannschaft noch weitere zwei Saisons der Spielklasse an.

### Lange Zeit in der A-Klasse und Bezirksliga
Danach gehörte die Mannschaft von 1961 bis 1977 ununterbrochen der A-Klasse an. Bedingt durch den dritten Platz im letzten Jahr schafft die Mannschaft dann sogar die Qualifikation für die damals neue Bezirksliga. Bedingt durch eine starke Saison scheiterte die Mannschaft nur ganz knapp am Aufstieg in die 2. Amateurliga. Ein weiteres Jahr später, musste die Mannschaft dann jedoch wieder aus der Bezirksliga absteigen, schaffte jedoch nach der Saison 1980/81 direkt den Wiederaufstieg. Nach langer Zugehörigkeit in dieser Spielklasse musste die Mannschaft dann nach der Saison 1996/97 in die Kreisklasse A absteigen. Nach einjähriger Pause und einem kompletten Umbruch innerhalb der Mannschaft gelang dann aber ein Jahr später der direkte Wiederaufstieg.
Nach mehreren Trainerwechseln stand dann nach der Saison 1998/99 doch wieder der Abstieg zurück in die A-Klasse an. Zum Ende der Spielzeit trennte dabei nur ein Punkt die Mannschaft von einem Nichtabstiegsplatz. In den folgenden Jahren gelang dann auch kein Wiederaufstieg mehr. Nach der Saison 2007/08 rutschte die Mannschaft sogar knapp mit 34 Punkten über den 12. Platz in die Kreisklasse B ab. Nach einem zweiten Platz in der folgenden Saison gelang dann mit dem Meistertitel und 75 Punkten nach der Saison 2009/10 jedoch der Wiederaufstieg. In dieser Liga spielt die Mannschaft bis heute.